# Cole Brauer
Cole Brauer (née le 24 mai 1994) est une navigatrice américaine. En 2024, elle devient la première américaine à avoir fait un tour du monde à la voile en solitaire et sans escale.

## Biographie
Cole Brauer grandit dans le Maine, puis étudie à l’université d’Hawaï, où elle découvre la voile avec l’équipe universitaire ; elle en devient capitaine au bout de deux ans. Après des efforts non négligeables pour s’imposer et convaincre dans le monde maritime, elle est engagée comme capitaine d’un bateau de jauge Class40. Lorsque celui-ci change de propriétaire, les nouveaux lui proposent de le lui prêter pour participer à des régates et rebaptisent le navire First Light. 
Elle tente de rejoindre un équipage pour participer à The Ocean Race en 2022, mais se voit recalée à cause de son gabarit jugé « trop petit pour les mers du Sud » (elle mesure 1,55 m). Brauer remporte la Bermuda One-Two, une course en aller-retour où l’aller se fait en solitaire et le retour avec un co-skipper ; son équipage avec Cat Chimney remporte les deux manches et est le premier équipage féminin vainqueur en 24 éditions.
En 2023, elle est la seule participante et la plus jeune au départ de la Global Solo Challenge (en), toujours à la barre de First Light. Brauer boucle la course en mars 2024 au bout de 130 jours ; elle est deuxième derrière Philippe Delamare et améliore aussi le record de vitesse d’un tour du monde en Class40. Elle décide de documenter son aventure sur les réseaux sociaux, notamment Instagram ; alors qu’elle compte 10 000 abonnés lorsqu’elle entame sa traversée de l’Atlantique pour rejoindre le point de départ en Espagne, elle en a 400 000 lors de son arrivée. Elle s’éloigne de l’image stéréotypique des marins taciturnes ou très sûrs d’eux, et montre des instants de sa vie à bord, dont ses frustrations ou des séquences plus légères de danse seule sur son bateau pour le Nouvel an.
En 2025, elle rejoint l’équipe de Boris Herrmann en tant que co-skipper de Malizia et équipière pour les courses en équipage.